# Vertepalpus verdans
Vertepalpus verdans är en tvåvingeart som beskrevs av Charles Howard Curran 1947. Vertepalpus verdans ingår i släktet Vertepalpus och familjen parasitflugor.
Artens utbredningsområde är Ecuador. Inga underarter finns listade i Catalogue of Life.